# Bittersweet White Light
«Bittersweet White Light» — дев'ятий студійний альбом американської співачки і акторки Шер, що вийшов у квітні 1973 року на лейблі «MCA Records». Це останній альбом Шер, спродюсований її колишнім чоловіком Сонні Боно. Хоча більшість шанувальників вважають цей альбом Шер найкращим в плані вокалу, «Bittersweet White Light», що складається з американської поп-класики, став першим комерційним провалом співачки в 1970-х роках. Це був перший запис Шер, що вийшов лише на лейблі «MCA Records», як у Великій Британії, так і в США.

## Про альбом
Після успішних виступів Шер з піснями «My Funny Valentine» і «What a Difference a Day Makes» на телепередачі «The Sonny & Cher Comedy Hour», Соні Боно вирішив, що Шер повинна записати альбом сучасних записів американської класики 1920-х, 1930-х, 1940-х років.
«Bittersweet White Light» складається з оркестрованих класичних хітів з новими аранжуваннями. Боно починав працювати в музичному бізнесі з продюсером легендарної
Стіни звуку Філом Спектором і цей альбом натхненний саме ним. В альбомі представлені пісні широкого діапазону: від «How Long Has This Been Going On?» і «The Man I Love» Джорджа Гершвіна до «The Man That Got Away» Джуді Ґарленд і «I Got It Bad (and That Is not Good)» Дюка Еллінгтона. Рекламна акція щодо розповсюдження альбому зосередилася навколо успішного шоу Шер і Боно «The Sonny & Cher Comedy Hour». Назва альбому виникла з постановки виступів співачки на шоу з такими піснями — Шер співала на тлі яскравого світла прожектора. Альбом також став першим для Шер, в якому були використані змікшованоні треки: «Jolson Medley», «How Long Has This Been Going On» з «The Man I Love» і «Why Was I Born» з «The Man That Got Away». Пізніше такий прийом буде використаний в її альбомах «Take Me Home» і «Prisoner».
«Bittersweet White Light» був перевиданий на CD в 1999-му році під назвою «Bittersweet: The Love Songs Collection» з баладами з інших альбомів Шер: «Gypsys, Tramps & Thieves», «Half-Breed» і «Dark Lady».

## Відгуки критиків
«Bittersweet White Light» отримав змішані відгуки критиків. «Rolling Stone» сказали про альбом: «Він повністю складається з балад стандартів Керна, Гершвіна й тому подібного. І не може не радувати ТВ-шанувальників артистки».

## Сингли і комерційний успіх
«Bittersweet White Light» став першим комерційним провалом Шер в 1970-х роках. Альбом посів лише 140 позицію в чарті «Billboard 200». На відміну від попередніх альбомів, він не потрапив ні в канадський, ні в європейські чарти. Через слабкий успіху альбому, вийшов лише один його сингл — «Am I Blue». Але і він провалився, не потрапивши в «Billboard Hot 100», досягнувши лише 11 позиції в чарті «Bubbling Under Hot 100 Singles» (що еквівалентно 111 позиції в «Billboard Hot 100»).

## Список композицій
| Перша сторона | Перша сторона                      | Перша сторона                     | Перша сторона |
| #             | Назва                              | Автор                             | Тривалість    |
| ------------- | ---------------------------------- | --------------------------------- | ------------- |
| 1.            | «By Myself»                        | Артур Шварц Говард Дітц           | 3:24          |
| 2.            | «I Got It Bad and That Ain't Good» | Дюк Еллінгтон Пол Френсіс Вебстер | 3:47          |
| 3.            | «Am I Blue?»                       | Грант Кларк Гаррі Акст            | 3:43          |
| 4.            | «How Long Has This Been Going On»  | Джордж Гершвін Іра Гершвін        | 4:20          |
| 5.            | «The Man I Love»                   | Джордж Гершвін Іра Гершвін        | 4:27          |

| Друга сторона | Друга сторона                                                                 | Друга сторона                                                                                                   | Друга сторона |
| #             | Назва                                                                         | Автор | Тривалість    |
| ------------- | ----------------------------------------------------------------------------- | --- | ------------- |
| 1.            | «Sonny Boy/My Mammy/Rock-a-Bye Your Baby with a Dixie Melody» (Jolson medley) | Ел Джосон Бадді Де Сілва Лью Браун Рей Хендерсон/Джої Юїнг Сем М. Льюїс Волтер Дональдсон/Джин Шварц Юїнг Льюїс | 4:12          |
| 2.            | «More Than You Know»                                                          | Вінсент Юменс Біллі Роуз Едвард Еліску                                                                          | 3:41          |
| 3.            | «Why Was I Born»                                                              | Джером Керн Оскар Хаммерштейн II                                                                                | 2:45          |
| 4.            | «The Man That Got Away»                                                       | Гароль Арлен Джордж Гершвін                                                                                     | 4:13          |

## Учасники запису
- Шер — головний вокал
- Сонні Боно — продюсер звукозапису
- Джефф Поркаро — ударні
- Дін Паркс, Дон Пік — гітара
- Девід Хангейт — бас-гітара
- Девід Пейч — клавішні
- Джо Семпл — клавішні
- Майкл Рубіні — клавішні
- Джиммі Дейл — аранжування
- Тед Дейл — диригент
- Альберт Харріс (треки: A3, A5, B2, B3, B4), Джин Пейдж (трек: A2), Джон Д'Андреа (трек: A4), Майкл Рубіні (трек: A1), Манделл Лав — оркестр
- Ленні Робертс — звукоінженер

Додаткова інформація
- Bittersweet: The Love Songs Collection (перевидання 1999 року)
- Продюсери перевидання: Майк Хоурі, Енді Маккей
- Зкомпільовано Майком Хоурі

## Чарти
| Чарт (1973)      | Позиція |
| ---------------- | ------- |
| US Billboard 200 | 140     |